# Hội Lạnh và Điều hòa Không khí Việt Nam
Hội Lạnh và Điều hòa Không khí Việt Nam là tổ chức xã hội nghề nghiệp phi chính phủ phi lợi nhuận của những người và các doanh nghiệp sản xuất, gia công, kinh doanh vật liệu thiết bị kỹ thuật lạnh và điều hòa không khí tại Việt Nam. Hội có tên dịch ra tiếng Anh là Vietnam Society of Refrigeration and Air-Conditioning Engineers, viết tắt là VISRAE . Hội là thành viên của Liên hiệp các Hội Khoa học và Kỹ thuật Việt Nam .
Tiền thân của Hội là Hội chuyên ngành Lạnh và Điều hòa Không khí Việt Nam thành lập tại Hà Nội tháng 6 năm 1998. Hội Lạnh và Điều hòa Không khí được Bộ Nội vụ phê duyệt thành lập tại Quyết định số 29/2004/QĐ-BNV ngày 28 tháng 4 năm 2004. Điều lệ Hội được Bộ Nội vụ phê duyệt tại Quyết định số 32/2005/QĐ-BNV ngày 04/3/2005 .
Trụ sở Hội đặt tại địa chỉ Phòng 302, nhà A3, số 10 phố Nguyễn Công Hoan, phường Ngọc Khánh, quận Ba Đình, thành phố Hà Nội .

## Lịch sử Hội
Trước tình hình đổi mới và phát triển của đất nước và của ngành Lạnh và Điều hòa không khí, đông đảo các nhà khoa học, cán bộ quản lý, doanh nhân và các cán bộ kỹ thuật, được quan tâm của các bộ hữu quan và của Chương trình Quốc gia về bảo vệ tầng ôzôn của Việt nam, Hội nghị toàn quốc Lạnh và ĐHKK lần thứ nhấ được tổ chức ngày 18/12/1997 tại Trường Đại học Bách Khoa Hà Nội. Theo kết luận của Hội nghị, tháng 6 năm 1998 Hội chuyên ngành Lạnh và ĐHKK Việt Nam đã được thành lập, đặt trực thuộc Hội KHKT Nhiệt Việt Nam .
Sau đó Hội Lạnh và Điều hòa Không khí Việt Nam được Bộ Nội vụ phê duyệt thành lập tại Quyết định số 29/2004/QĐ-BNV ngày 28 tháng 4 năm 2004.

## Nhiệm vụ Hội
Nhiệm vụ của Hội là tập hợp đoàn kết những cá nhân và đơn vị chuyên ngành lạnh, điều hoà không khí và kỹ thuật không khí để phát huy sáng tạo của hội viên, góp phần thúc đẩy phát triển ngành, phổ biến các kiến thức khoa học, kỹ thuật lạnh, điều hoà không khí và kỹ thuật không khí cho quần chúng.
Hội bảo vệ quyền lợi hợp pháp của hội viên trong hoạt động khoa học, giúp đỡ hội viên về tinh thần và vật chất, nâng cao trình độ nghề nghiệp, chuyên môn bằng các hình thức thích hợp, bảo vệ quyền lợi chính đáng của hội viên .